# Shikibutyna guanchae
Espèce
Synonymes
- Dictyna guanchae Schmidt, 1968
- Dictyna agaetensis Wunderlich, 1987

Shikibutyna guanchae est une espèce d'araignées aranéomorphes de la famille des Dictynidae.

## Distribution
Cette espèce est endémique des îles Canaries en Espagne. Elle se rencontre à La Palma, à La Gomera, à Tenerife et à la Grande Canarie.

## Description
Les femelles mesurent de 1,4 à 1,6 mm.

## Systématique et taxinomie
Cette espèce a été décrite sous le protonyme Dictyna guanchae par Schmidt en 1968. Elle est placée dans le genre Brigittea par Marusik, Esyunin et Tuneva en 2015, dans le genre Dictyna par Wunderlich en 2022 puis dans le genre Shikibutyna par Montana, Cala-Riquelme, Crews, Gorneau, Al-Jamal, Alequín, Spagna, Ballarin et Esposito en 2025.
Dictyna agaetensis a été placée en synonymie par Schmidt en 1990.

## Étymologie
Son nom d'espèce lui a été donné en référence aux Guanches.

## Publication originale
- Schmidt, 1968 : « Zur Spinnenfauna von Teneriffa. » Zoologische Beiträge, vol. 14, p. 387-425.